# Gemma Frisius
Gemma Frisius, também citado como Gemma Reiner Frisius ou Jemme Reinersz  (Dokkum, Frísia, 9 de dezembro de 1508 - Lovaina, 25 de maio de 1555), foi médico, astrônomo, matemático, cartógrafo e fabricante de instrumentos matemáticos.  Notabilizou-se pela sua habilidade em construir instrumentos de medição e pela teorias que elaborou, e que foram de grande ajuda para a navegação marítima. Ele criou globos com modelos tridimensionais da Terra, melhorou os instrumentos matemáticos da sua época e aplicou a matemática sob novos prismas para a pesquisa e navegação.

## Biografia
Frisius nasceu em Dokkum, na atual província da Frísia, nos Países Baixos, filho de pais pobres, que morreram quando ele ainda era jovem.  Mudou-se para Groningen e estudou na Universidade de Lovaina, tendo-se matriculado em 1525.  Recebeu seu doutorado em Medicina em 1536 e permaneceu na faculdade de Medicina de Lovaina pelo resto de sua vida.  O seu filho mais velho,  Cornelius Gemma (1535-1578), foi médico, astrônomo, astrólogo e cartógrafo, tendo dado prosseguimento aos modelos astrológicos Ptolomaicos.
Quando ainda estudante, Frisius montou uma oficina para a produção de globos terrestres e de instrumentos matemáticos.  Notabilizou-se pela qualidade e precisão dos seus instrumentos, os quais eram elogiados por Tycho Brahe, entre outros. Em 1533, ele descreveu, pela primeira vez, o método de triangulação, ainda hoje usado em medições.  Vinte anos mais tarde, ele foi o primeiro a descrever como um relógio de precisão poderia ser usado para determinar a longitude. O matemático  e astrônomo francês  Jean-Baptiste Morin (1583 - 1656)  não acreditava que o método de Frisius para calcular longitudes pudesse funcionar e observou: "Eu não sei se o diabo conseguirá criar um medidor de longitudes, mas é loucura para um homem tentar".
Frisius criou e aperfeiçoou muitos instrumentos, incluindo a balestilha, o astrolábio e os anéis astronômicos. Dentre seus alunos podemos citar Gerardus Mercator (que se tornou seu colaborador), Johannes Stadius, John Dee, Andreas Vesalius e Rembert Dodoens.
Em sua homenagem, uma cratera lunar recebeu o seu nome.

## Obras

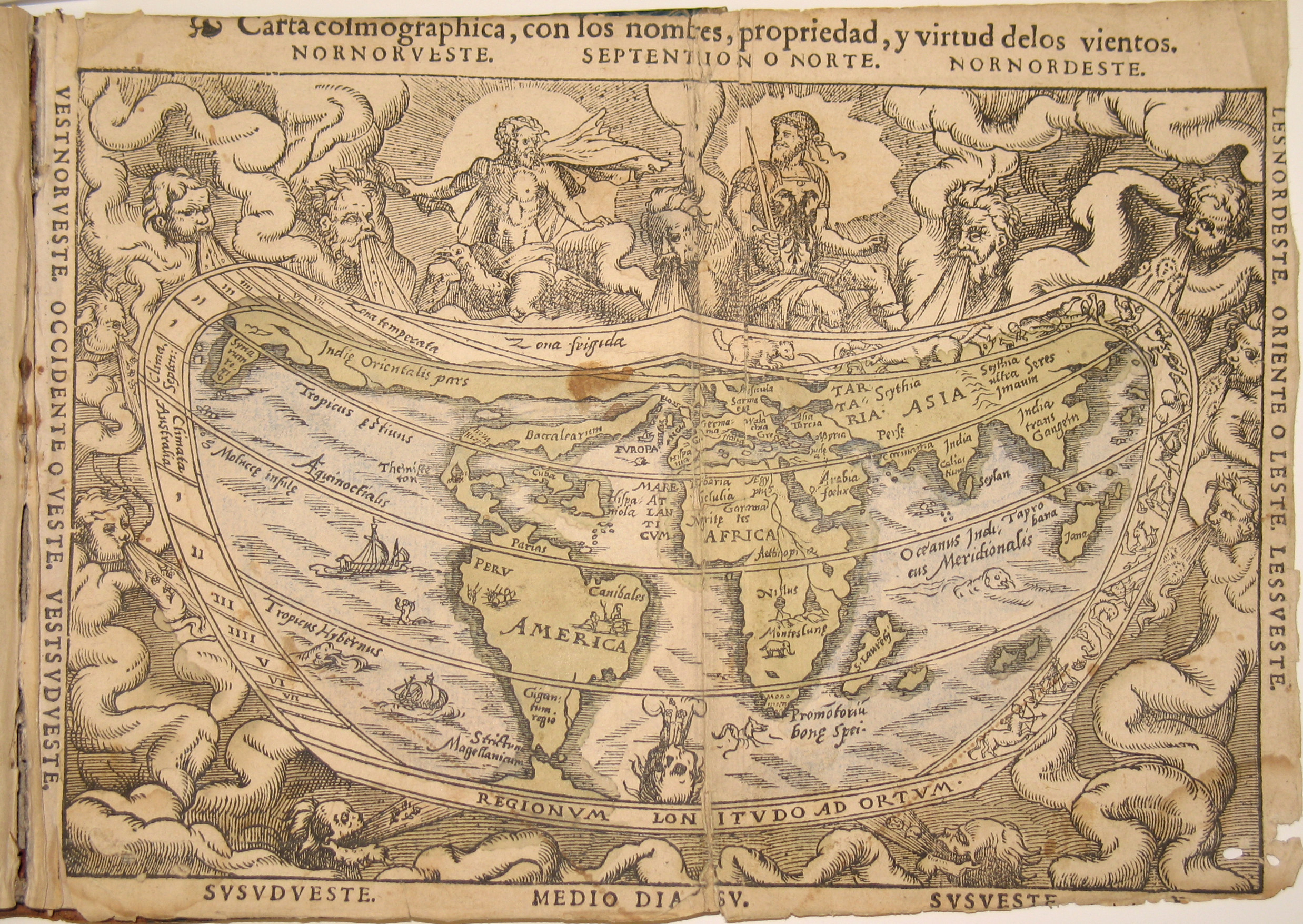
Carta Cosmographica, 1544

- (Cosmographia (1529) von Petrus Apianus, annotated by Gemma Frisius)
- De principiis astronomiae et cosmographiae (1530)
- De usu globi (1530)
- Libellus de locorum describendorum ratione (1533)
- Arithmeticae practicae methodus facilis (1540)
- De annuli astronomici usu (1540)
- De radio astronomico et geometrico (1545)
- De astrolabio catholico (1556)